# Wełyka Dobroń
Wełyka Dobroń (ukr. Велика Добронь) – wieś na Ukrainie. Należy do rejonu użhorodzkiego w obwodzie zakarpackim i liczy 5 607 mieszkańców.